# Ashland (Nebraska)
Ashland je grad u američkoj saveznoj državi Nebraska. Prema popisu stanovništva iz 2010. u njemu je živjelo 2,453 stanovnika.